# Секст Тарквіній
Секст Тарквіній (лат. Sextus Tarquinius; 6 ст. до н.е. - 512 р. до н.е. або 496 р. до н.е.) —  син останнього римського царя Луція Тарквінія Гордого та онук Луція Тарквінія Пріска, п'ятого царя Риму. Призначений правителем міста Габії після його захоплення. Вигнаний із Риму разом із сім’єю. 

## Походження
Секст Тарквіній мав етруське походження, як і решта членів його сім’ї, та був сином останього царя Риму Луція Тарквінія Гордого та Туллії Молодшої, також Секст мав братів Тита Тарквінія та Аррунта Тарквінія. За версіями римських авторів Тита Лівія та Діонісія Галікарнаського існують суперечки стосовно того, яким Секст Тарквіній був сином у сім’ї, наприклад Тит Лівій писав, що Секст був наймолодшим із синів Тарквінія Гордого:
«Він вдавав, ніби, залишивши думку про війну, зайнявся лише закладкою храму та іншими роботами в місті, і тут молодший з його синів, Секст, перебіг, як було умовлено, в Габії, скаржачись на непереносну жорстокість батька».

Натомість Діонісій Галікарнаський стверджував, що він був найстаршим сином у сім’ї: 
«Вдаючись до хитрощів різного роду, старший з його синів на ім'я Секст повідомив одного тільки батька про свій задум».
.  

## Війна з габійцями

### Задум та покарання Секста Тарквінія
Після численних боїв було чудово зрозуміло, що підкорити Габії шляхом військових дій римлянам не вдасться, оскільки над обома сторонами нависла загроза нестачі продовольства у містах через спустошення земель, було прийнято рішення про призупинення активних дій. Хоча для Луція Тарквінія Гордого це вважалось дуже ганебним вчинком, однак перший сценарій був нереалістичним, натомість Секст Тарквіній запропонував нову ідею своєму батькові стосовно завоювання міста Габії шляхом хитрощів та обману.
Після ухвалення плану, Луцій Тарквіній Гордий дозволив сину діяти, називаючи цей задум ризикованим та зухвалим, проте не неможливим, одразу ж між ними почалась вдавана сварка, яка була частиною цього задуму, з приводу припинення війни. Наслідком якої було привселюдне покарання Секста на форумі, за наказом батька його висікли різками, зазнавши необхідних для здійснення задуму принижень, він одразу ж відправив товаришів під виглядом перебіжчиків для того, щоб вони таємно повідомили габійцям про його бажання перейти на їхній бік та воювати проти батька, на умовах отримання гарантій безпеки для себе та інших перебіжчиків з Риму та того, що вони не видадуть його батькові.
Габійці вислухали посланців та погодились не завдавати жодному з них шкоди, невдовзі Секст прибув до габійців на чолі так званих перебіжчиків, з метою підтвердження слів про зраду батька, решта римлян пояснювали свої дії як порятунок від тиранії та знущань. Габійці думали, що отримали наздвичайну перевагу проти Риму, оскільки до них приєдналось багато римських громадян і сподівались, що в найближчому майбутньому Рим буде їм підвладний: 
«Нема чого дивуватися, сказали вони, якщо цар нарешті і з дітьми обійшовся так само, як із громадянами, так із союзниками. На себе самого зверне він зрештою свою лють, якщо довкола нікого не залишиться. Що ж до них, габійців, то вони раді приходу Секста і вірять, що невдовзі за його допомогою війна буде перенесена від воріт габійських до римських».
Одразу ж Секст отримав певні привілеї, його запрошували до ради старійшин, на якій він пропонував поновити військові дії проти Риму, пояснюючи це тим, що йому чудово відомі сили обох сторін. Таким чином він поступово поширював ідею відновлення війни та здійснював військові походи, які були лише одним із засобів введення в оману габійців. Зокрема Тит Лівій писав, що батько Секста заздалегідь знаючи, в яких місцях будуть напади, забезпечував їх здобиччю та для правдоподібності на ці місця відправляли тих, хто має загинути, тобто з-поміж римлян обирали людей, які були під підозрою. Ці походи використовувались як підґрунтя для здобуття Секстом Тарквінієм верховного командування загалом за допомогою підкуплених воїнів, між якими він розподіляв здобич та мав серед них великий авторитет.

### Здобуття влади в Габіях
З допомогою численних походів, які були звичайною фікцією для замилювання очей, Секст Тарквіній здобув велику владу серед габійців, згодом він таємно відправив одного зі своїх слуг до батька, щоб повідомити йому про перебіг справ та подальших порад стосовно наступних дій. Крім того, Діонісій Галікарнаський писав про те, що після повернення слуги чітких порад Секст від нього не отримав, оскільки Луцій Тарквіній Гордий уникав відповіді чи з підозрою, чи зі звичайною неприязністю до слуги, натомість посланець розповів йому про прогулянку царським садом, в якому саме дозріли маки, найпридатніші до збору Луцій Тарквіній Гордий просто збивав палицею, саме це було таким собі зашифрованим посланням, яке одразу ж зрозумів Секст.
Весь сенс подальших дій полягав у тому, щоб позбутись від видатних габійців, які могли стати перепоною. Секст одразу ж скликав народні збори, де він оголосив, що Антистій Петрон, який керував державою, виконував обов’язки воєначальника та й загалом був дуже поважною та відомою особою серед габійців, домовився із Тарквінієм про захоплення та видачу Секста. Антистій Петрон відкидав це звинувачення та був готовий до обшуків, хоча Секст заздалегідь завербував одного із слуг Антистія та змусив його підкинути відповідні листи із цими домовленостями, які були позначені печаткою Тарквінія. Знайшовши ці листи та доставивши їх на народні збори, Секст підтвердив справжність печатки батька та звелів прочитати текст одного із цих листів:
«Написано ж у ньому було, що найкраще видати цареві сина живим і отримати обумовлену плату, якщо ж Антистій не в змозі зробити це, надіслати відрубану голову. І цар запевняв, що і йому у відповідь за послугу, і тим, хто йому допомагає, крім іншої плати за справу, яка раніше була обіцяна, цар надасть громадянські права в Римі, всіх включить до патрицій, більше того, виділить і будинки, і наділи, і багато інших великих дарів».
Дізнавшись про зміст листа, габійці вбили Антистія, закидавши його камінням. Після смерті Антистія Петрона, Секст продовжив винищувати видатних габійців, багато із тих, кого можна було в чомусь звинуватити, загинули подібно до Антистія, інші, проти яких не вдавалось висунути звинувачення, були вбиті таємно. Деякі мали змогу втекти або їх просто силоміць виганяли, майно цих людей просто було призначено для наживи за рахунок поділу.

### Ослаблення та захоплення Габіїв
Ослабивши Габії якомога сильніше, Секст відправив листа до батька, який у свою чергу зібрав військо та в середині ночі прибув під стіни міста, через те, що призначені Секстом люди заздалегідь подбали про послаблення захисту та відчинили ворота, Луцій Тарквіній Гордий без перешкод увійшов до нього. Згідно з Діонісієм Галікарнаським, Тарквіній не завдав шкоди жодному із габійців, хоча вони очікували та боялись цього. Після укладання договору між містами та скріпленням його клятвою та жертвопринесенням, Луцій Тарквіній Гордий проголосив свого сина Секста царем габійців та відвів своє військо.

## Прибуття до Колації та зґвалтування Лукреції
Причиною прибуття Секста до Колації слугувало затягування облоги та опір ардеятами, тому Секст був відправлений до Колації з метою виконання певних військових обов’язків, вже в місті він зупинився у родича на ім’я Тарквіній Коллатін. Стосовно цієї особи існують суперечки, оскільки Фабій стверджує, що ця людина була сином Егерія і що він був Тарквінію племінником з боку брата та призначений правителем Колації, натомість Діонісій Галікарнаський стверджує, що він був онуком Егерію. Під час перебування Секста в Колації, Коллатін був у таборі, однак його дружина, яка була дочкою Спурія Лукреція, прийняла Секста з великою привітністю та сердешністю, натомість Секст вирішив занапастити її. З настанням ночі, він взяв із собою меч та пішов до кімнати де відпочивала Лукреція, коли Секст підійшов до ліжка, жінка прокинулась, тоді Секст промовив: «Мовчи, Лукреція , я Секст Тарквіній, в руці моїй меч, помреш, якщо крикнеш». Залякавши Лукрецію, він запропонував їй обрати щасливе життя або ганебну смерть, Секст пропонував їй віддатися йому, стати його дружиною та царювати разом із ним в майбутньому, однак зрозумівши, що навіть ймовірна смерть не може її зламати, він почав їй погрожувати: 
«Якщо ти спробуєш чинити опір з бажання зберегти цнотливість, я вб'ю тебе і, прикінчивши одного з рабів, покладу ваші тіла поряд і заявлю, що застав тебе, коли ти впадала в розпусту з рабом, і покарав, помстившись за образу родича, так що смерть твоя виявиться ганебною і тіло твоє не удостоїться ні поховання, ні чого іншого, що належить за звичаєм».
Лукреція, налякана ганебною смертю, через силу поступилася та вгамувала його пристрасть, вранці Секст покинув будинок та вирушив до табору.

## Наслідки зґвалтування Лукреції
Стосовно подій після зґвалтування існують розбіжності, однак наслідок у різних авторів був тим самим, наприклад Діонісій Галікарнаський писав, що наступного дня Лукреція одягнула чорний одяг, прийшла до будинку свого батька та кинулася йому в ноги й розповіла про злочин, який вчинили з нею та покінчила життя самогубством на очах у батька, встромивши ножа собі в серце.
Натомість Тит Лівій стверджував, що після жахливих дій, які були вчинені з нею, Лукреція відправила посланців до батька та чоловіка з проханням якомога швидше прибути до неї, коли Спурій Лукрецій та Тарквіній Коллатін увійшли до кімнати, вони побачили Лукрецію зі сльозами на очах та розповіла чоловіку, що із нею сталось:
«Як не можна гірше. Що хорошого залишається у жінці із втратою цнотливості? Сліди чужого чоловіка на твоєму ложі, Коллатіне; втім, тіло одне зазнало ганьби - душа невинна, нехай буде мені свідком смерть. Але присягніть один одному, що не залишиться перелюб без відплати. Секст Тарквіній - ось хто минулої ночі увійшов гостем, а виявився ворогом; озброєний, насильством викрав він тут згубну для мене, але й для нього — якщо ви чоловіка — насолоду».
Розповівши їм все та вимагаючи поклянутися їй помститись Сексту Тарквінію за вчинений злочин, Лукреція покінчила життя самогубством, діставши з-під одягу ніж та встромивши його в серце. Ця подія послужила початком бунту, піднятого Луцієм Юнієм Брутом, призвела до повалення царської влади в Римі та до встановлення республіки.

## Вигнання з Риму та смерть
За Титом Лівієм, після повалення царського правління та вигнання роду Тарквініїв з Риму, Секст Тарквіній пішов до Габій, де був проголошений царем своїм батьком, однак після прибуття Секста вбили його старі вороги, тим самим вони помстились за зраду, численні вбивства видатних габійців та минулі образи.
За Діонісієм Галікарнаським, після вигнання з Риму, Секст Тарквіній почав воювати проти римлян, зокрема він залучив до війни проти римлян два міста, Фідени та Камерію, які зрадивши римлян вступили в союз із сабінянами. Через це у 502 році до н.е. сабіняни обрали Секста Тарквінія своїм диктатором та надали йому право здійснити набір військ у кожному місті, оскільки перед цим вони зазнали поразки в минулій битві через недосвіченість воєначальника.
Командуючи лівим флангом латинів у бою під озером Регілл, Секст Тарквіній кинувся на ворога, який мав чисельну перевагу, в результаті цього вчинку Секст був оточений та вбитий римською кіннотою та піхотою, перед цим вбивши велику кількість римлян на своєму шляху.